# Raw Like Sushi
Albums de Mr. Big
Mr. Big (album)
(1989) Lean Into It
(1991)
Raw Like Sushi est le premier album live du groupe de hard rock Mr. Big.

## Liste des titres
1. Blame It On My Youth - 4:25
2. How Can You Do What You Do - 3:56
3. Merciless - 4:34
4. Rock & Roll Over ~ Paul Gilbert Guitar Solo - 7:16
5. Take a Walk - 4:24
6. Addicted to That Rush - 6:02

## Membres
- Eric Martin – Chant
- Paul Gilbert – Guitare
- Billy Sheehan – Basse
- Pat Torpey – Batterie